# Petra van der Burg
Petra van der Burg, coniugata Spaans (IJmuiden, 24 maggio 1950), è un'ex cestista olandese.

## Carriera
Con i Paesi Bassi ha disputato due edizioni dei Campionati europei (1972, 1974).